# Roman Brodniak
Roman Marek Brodniak (ur. 20 marca 1968 w Zgorzelcu) – polski górnik, działacz związkowy i polityk, poseł na Sejm VI kadencji z ramienia Platformy Obywatelskiej.

## Życiorys
Ukończył Technikum Górnicze w Zgorzelcu, a następnie studia na Wydziale Górniczym Akademii Górniczo-Hutniczej w Krakowie (kierunek: górnictwo i geologia) z tytułem zawodowym magistra inżyniera górnika.
W 1993 podjął pracę w Kopalni Węgla Brunatnego Turów, początkowo jako sztygar oddziałowy, a następnie nadsztygar. Od 1996 działa w związkach zawodowych. W 2002 został przedstawicielem załogi w radzie nadzorczej KWB Turów. W wyborach parlamentarnych w 2005 kandydował bez powodzenia do Sejmu z listy Platformy Obywatelskiej. Rok później w wyborach samorządowych został radnym rady miejskiej w Zgorzelcu.
W przedterminowych wyborach parlamentarnych w 2007 został wybrany do Sejmu, startując z 5. miejsca listy PO w okręgu legnickim. Uzyskał 10 191 głosów, co dało mu piąte miejsce wśród kandydatów swojej partii i dziesiąte w całym okręgu. W wyborach w 2011 nie odnowił mandatu. W wyborach samorządowych w 2014 bez powodzenia kandydował do sejmiku dolnośląskiego. W 2024 ubiegał się natomiast o mandat radnego powiatu zgorzeleckiego.